# ام‌تی‌وی آنپلاگد (آلبوم شان مندز)
ام‌تی‌وی آنپلاگد (به انگلیسی: MTV Unplugged) دومین آلبوم زنده از خواننده و ترانه‌نویس اهل کانادا شان مندز است. این آلبوم در سپتامبر ۲۰۱۷ در هتل ایس لس آنجلس، لس آنجلس ضبط شده‌است. آلبوم در ۳ نوامبر ۲۰۱۷ به صورت جهانی توسط آیلند رکوردز و یونیورسال منتشر شد.

## عملکرد تجاری
ام‌تی‌وی آنپلاگد با ۹۰۰۰ واحد فروش در شماره ۷۱ در ایالات متحده آغاز به کار کرد. ۳۰۰۰ مورد آن فروش آلبوم به صورت مرسوم بود.

## جدول‌ها
| جدول (۲۰۱۷)                           | موقعیت اوج |
| ------------------------------------- | ---------- |
| آلبوم‌های اتریشی (آلبوم‌های او۳)        | ۴۰         |
| آلبوم‌های بلژیکی (اولتراتاپ فلاندرز)   | ۵۱         |
| آلبوم‌های بلژیکی (اولتراتاپ والونیا)   | ۱۹۷        |
| آلبوم‌های کانادایی (بیلبورد)           | ۳۵         |
| آلبوم‌های هلندی (جدول‌های هلند)         | ۶۵         |
| آلبوم‌های آلمانی (۱۰۰ آلبوم برتر رسمی) | ۵۹         |
| آلبوم‌های نروژی (وی‌جی-لیستا)           | ۱۶         |
| آلبوم‌های پرتغالی (ای‌اف‌پی)             | ۳۸         |
| آلبوم‌های اسپانیایی (پروموزیکای)       | ۳۵         |
| آلبوم‌های سوئیسی (جدول موسیقی سوئیس)   | ۳۸         |
| بیلبورد ۲۰۰ ایالات متحده              | ۷۱         |

## تاریخچه انتشار
| منطقه | تاریخ         | فرمت(ها)                                | نشار                               | کاتالوگ      | منا.          |
| ----- | ------------- | --------------------------------------- | ---------------------------------- | ------------ | ------------- |
| جهانی | ۳ نوامبر ۲۰۱۷ | دانلود موسیقی، لوح فشرده، صفحه گرامافون | آیلند رکوردز گروه موسیقی یونیورسال | ۰۶۰۲۵۶۷۰۸۹۲۹ | [ ۱۴ ] [ ۱۵ ] |